# 王锡华
王锡华（1944年—），女，山东牟平人，中国射箭运动员，中国人民解放军射箭队队员，曾多次打破世界纪录。